# Wyżeł hiszpański z Burgos
Wyżeł hiszpański z Burgos – rasa psa należąca do grupy wyżłów (VII grupa FCI). Podlega próbom pracy.

## Rys historyczny
Pochodzenie rasy nie jest pewne, ale na niewątpliwie to stara rasa, prawdopodobnie spokrewniona ze starożytnym gończym  na kuropatwy.

## Użytkowanie
Użytkowanie: pies myśliwski do wystawiania zwierzyny drobnej i ptactwa łownego. Perdiguero de Burgos jest najbardziej ceniony przez myśliwych, którzy potrzebują psa mocnego, wytrzymałego w każdym terenie i przy każdym rodzaju polowania, posłusznego i silnego oraz obdarzonego doskonałym węchem. Jego sposób pracy jest efektem jego opanowania i pewności w szukaniu, a także doskonałego wystawiania i bezbłędnego aportu. Chociaż jest zazwyczaj używany do polowań na drobną zwierzynę, nie gardzi się nim przy polowaniach na grubą zwierzynę, w którym to zadaniu odznacza się wielką odwagą.

## Wygląd ogólny
Pies myśliwski o sporych rozmiarach, dobrych proporcjach, zrównoważony. Z dobrze wykształconą głową, zwartym tułowiem i mocnymi kończynami. Uszy zwisające, sierść krótka. Długość ciała maksymalnie zbliżona do wysokości w kłębie. Tak w statyce, jak i w ruchu pożądana jest proporcjonalność i funkcjonalna harmonia.

## Zachowanie - temperament
Silny, zrównoważony, spokojny i stateczny; w efekcie doskonały pies wystawiający, szczególnie przeznaczony do polowania na drobną zwierzynę i ptactwo. Jest to rasa obdarzona wspaniałym charakterem, posłuszna i inteligentna, o łagodnym i dostojnym wyglądzie.

## Głowa
Duża i mocna, o dobrze rozwiniętej czaszce; mocna mózgoczaszka i kufa, uszy zwisające, skręcające się w korkociąg. Czaszka widziana z góry ma być umiarkowanie prostokątna ze stopniowym zwężaniem w kierunku trufli nosa, ale bez sprawiania wrażenia spiczastości kufy. Stosunek długości mózgoczaszki do kufy 6 : 5. Linie czaszkowa i twarzowa rozbieżne.

## Szyja
Mocna i silna; szeroka przy głowie, lekko rozszerzająca się w kierunku tułowia. Górna linia lekko łukowata. Linia dolna z dobrze zaznaczonym podgardlem, zaczynającym się przy kącikach warg, ale niezbyt obfitym.

## Tułów
Kwadratowy, mocny i krzepki, o potężnej klatce piersiowej i żebrach, sprawiający wrażenie siły i żywotności.

## Ogon
Gruby u nasady i osadzony na średniej wysokości. Kopiowany w odległości pomiędzy 1/3 a 1/2 swojej długości (w PL kopiowanie od 2012 jest zabronione)

## Kończyny
Kończyny przednie: idealnie pionowe, proste i równoległe o mocnym kośćcu, o krótkim śródręczu i dobrze rozwiniętych palcach.
Kończyny tylne: silne i umięśnione o mocnym kośćcu, równoległe, o właściwym kątowaniu, pięta dobrze zaznaczona i kątowana, sprawiające wrażenie siły i solidności.

## Chody
Chodem typowym dla tej rasy jest ekonomiczny kłus, płynny i silny bez tendencji do kołysania na boki i inochodu.

## Okrywa włosowa
Skóra: elastyczna, ale nie luźna, gruba, obfita, w kolorze różowawym, bez plam. Wszystkie błony śluzowe powinny być brązowe, nigdy czarne. Włos: gęsty, średniej grubości, gładki i równomiernie pokrywający całe ciało w dół, aż do przestrzeni między palcami. Delikatniejszy na głowie, uszach i kończynach. 
Umaszczenie: kolorem podstawowym w umaszczeniu jest biały i wątrobiany. Kolory te mieszają się nieregularnie, dając maść w typie marmurkowym, dereszowatą, dropiatą oraz inne kombinacje, w zależności od koloru dominującego, wątrobianego lub białego oraz wielkości plam. Charakterystyczną, choć nie wymaganą, cechą umaszczenia jest wyraźna biała plama na czole oraz uszy w jednolitym kolorze wątrobianym. Włosy barwy wątrobianej mogą tworzyć plamy tego koloru odcinające się i rozmieszczone nieregularnie na okrywie zwierzęcia. To samo dotyczy włosów o barwie białej, które mogą tworzyć plamy tego koloru, jednakże niezbyt rozległe. Nie dopuszcza się nigdy barwy czarnej ani podpalania nad oczami i na kończynach.

## Wzrost
Wysokość w kłębie:
psy: 62 - 67 cm 
suki: 59 - 64 cm 
Obserwuje się w tej rasie znaczny stopień dymorfizmu płciowego, gdzie psy są bardziej homogeniczne, a suki są niższego wzrostu i ogólnie mniej masywne.

## Szczegółowe informacje
ZKwP - wzorzec rasy nr 90